# Valeriana Huillca Condori
Valeriana Huillca Condori, auch bekannt unter ihrem Quechua-Kosenamen Valicha oder Walicha (* 14. Februar 1913 in Acopía/Aqupiya, Distrikt Acopía, Provinz Acomayo, Region Cusco, Peru; † 18. Mai 2014 ebenda), war eine peruanische Quechua-Landarbeiterin und lebenslanges Mitglied des Gemeinderates von Aqupiya. Als inspirierende Person („Muse“) für das Lied Valicha von Miguel Ángel Hurtado Delgado wurde sie im Land bekannt und erhielt auch Ehrungen, lebte jedoch bis zu ihrem Ende in Armut.

## Leben
Valeriana Huillca Condori wurde nach Angaben ihres Sohnes Gregorio Ttito Huayta am 14. Februar 1913 in Quchasimi (Ccochasimi, „Seemund“), einem Ort, wo vier Seen fast aufeinandertreffen, im heutigen Gemeindegebiet Aqupiyas geboren. Die Ortschaft gehörte damals zum Distrikt Pomacanchi und wurde 1942 zum Distrikt Acopía erhoben. Valerianas Kosename Valicha leitet sich von einer Abkürzung von Valeriana und der im Südlichen Quechua gebräuchlichen Diminutivendung -cha ab.
Als junge Frau lernte sie Miguel Ángel Hurtado Delgado kennen, den Sohn eines Großgrundbesitzers (hacendado) des Ortes, der sich in sie verliebte. Darüber, in welchem Umfang sich hieraus eine Zweierbeziehung entwickelte, gibt es widersprüchliche Angaben. Nach einer verbreiteten Version sandten die Eltern Valeriana Huillca Condori zum Arbeiten nach Cusco, um diese Beziehung zu unterbinden. Nach einer anderen Version floh sie dagegen selbst vor Hurtado, zusammen mit einem Landarbeiter namens Francisco Hancco, nach Cusco. Hurtados durch Valeriana Huillca enttäuschte Liebe brachte ihn dazu, 1942 das Lied Valicha zu komponieren, das 1945 bei einem regionalen Folklorewettbewerb von seinem Bruder Evencio Hurtado vorgestellt wurde und den Wettbewerb gewann. Dieses Lied wurde auch international eines der bekanntesten Musikstücke Perus.
In Cusco arbeitete Valeriana Huillca Condori als Kellnerin in den Lokalen der Stadt. Später kehrte sie nach Aqupiya zurück, wo sie Gregorio Ttito Huayta heiratete, mit ihm acht Kinder hatte und als Landarbeiterin tätig war. In den 2000er Jahren gewährte ihr die Distriktgemeinde Acopía einen Platz als lebenslange Gemeinderäten, verbunden mit einer Pension bis zu ihrem Tode. Sie starb am 18. Mai 2014 in ihrem Heimatort im Alter von 101 Jahren.

## Anerkennungen und Lebensbedingungen
Die Militärregierung unter Juan Velasco Alvarado (1968–1975) erklärte Valeriana Huillca zu einem „Symbol der Landarbeiterin Perus“. Alan García lud sie in seiner ersten Amtszeit als Staatspräsident in den Regierungspalast ein und wurde von ihr dann dort auch besucht, wo sie einen Preis erhielt. Ollanta Humala besuchte sie als Staatspräsident selbst in ihrem Heimatort, um sie als „berühmteste Muse Cuscos in der Welt“ zu begrüßen. Dennoch musste Valeriana Huillca in bescheidenen Verhältnissen leben und verlor im Alter ihr Augenlicht und ihr Gehör; hinzu kam der Verlust von sieben ihrer acht Kinder in ihrer langen Lebenszeit.

## Familie
Valeriana Huillca Condori war verheiratet mit Gregorio Ttito Huayta, den sie um 54 Jahre überlebte. Sie hatte acht Kinder, von denen nur ein Sohn, Apolinar Ttito Huillca, sie überlebte. Er war zum Zeitpunkt ihres Todes 58 Jahre alt.

## Grab und Gedenkstätte
Valeriana Huillca Condori wurde auf dem allgemeinen Friedhof (cementerio general) des Distrikts Acopía beigesetzt. Noch in ihrem Todesjahr wurde ihr und ihrem Liebhaber Hurtado ein Denkmal am Hauptplatz Aqupiyas errichtet.